# アズベ・ユグ
アジュベ・ユグ（Ažbe Jug 、1992年3月3日 - ）は、スロベニア・マリボル出身のプロサッカー選手。マリボル所属。ポジションは、ゴールキーパー。